# Abida cylindrica
Abida cylindrica ist eine Art der Kornschnecken (Chondrinidae) aus der Unterordnung der Landlungenschnecken (Stylommatophora).

## Merkmale
Das zylindrische Gehäuse ist 6,2 bis 8,6 mm hoch und 2,7 bis 3,0 mm breit. Es hat 9,5 bis 11,5 mäßig bis stark gewölbte Windungen und einen vergleichsweise kurzen, gerundeten Apex. Die Oberfläche ist fein und regelmäßig berippt oder gestreift. Die Mündung ist seitlich nur wenig und etwas schief zur Gehäuseachse eingeengt, sodass sie im Querschnitt nur leicht höher als breit ist. Die Basis ist leicht gekielt. In der Seitenansicht ist der palatale Mündungsrand aufwärts gerichtet. Der Mündungsrand weist eine angedeutet schwellenförmige, stark verdickte weiße Lippe auf. Im Parietalbereich sind die Mündungsränder durch einen meist stark ausgeprägten Kallus verbunden.
Die Mündungsbewehrung besteht aus einer Angularis, die nicht mit der Spiralis verbunden ist. Sie erstreckt sich über das vordere Ende der Parietalis in das Innere der Mündung hinein. Sie Subangularis hat die Form einer kurzen Lamelle und verläuft parallel der Angularis. Die Parietalis setzt zur Mündung hinein zunächst breit an und wird zum Inneren hin schmaler. Neben einer Infraparietalis können auch noch Randfältchen vorkommen. Die Columellaris sitzt sehr hoch an der Spindel an und kann sich nahe der Columellarwand bis zur Mündungslippe hinziehen. Die Infracolumellaris ist als eine hohe, schmale Lamelle ausgebildet. Sie verläuft leicht absteigend um die Spindel herum und nach vorne. Sie endet dort oder verläuft in etwas breiterer oder niedriger Form weiter und wieder leicht ansteigend. Die Palatalis superior (oberer Palatalzahn), die Palatalis inferior (unterer Palatalzahn) und die Infrapalatalis sind als Doppelhöcker ausgebildet und erreichen vorne den Mündungsrand bzw. die Mündungslippe. Weiter ist noch eine Suprapalatalis vorhanden und häufig noch eine Suturalis. Am Mündungsrand sitzen noch einige Randfältchen. Das Gehäuse ist von der Mündungsgegend ausgehend im Bereich der Infrapalatalis etwas eingedrückt und gekerbt. Vom Mündungsrand geht eine kurze Längsfurche aus. Nicht oder nur sehr wenig eindrückt ist das Gehäuse an der Stelle des oberen Palatalzahnes. Der zylindrisch-geformte Nabel ist weit geöffnet (senkrecht von unten betrachtet).
Im männlich Teil des Genitalapparates ist ein Penis und Epiphallus vorhanden. Penis und Epiphallus sind im unteren Teil durch Gewebe verwachsen und bilden eine Schleife. Der Penis ist deutlich länger als der Epiphallus, der Übergang vom Epiphallus zum Penis ist durch einen Knick und eine undeutliche Verengung markiert. Der Samenleiter ist nur wenig gewunden und frei; d. h., er ist nicht in das Gewebe im unteren Teil des Penis integriert. Der Penisretraktormuskel setzt etwas unterhalb der Mitte der Schleife von Penis und Epiphallus an. Die Innenwand des Penis weist sechs quergerunzelte Längsfalten auf; im Epiphallus sind vier quergerunzelte Längsfalten vorhanden. Die Vagina ist im Vergleich zum Penis weniger als halb so lang, ist aber in etwa so lang wie der freie Eileiter. Der Stiel der Samenblase ist sehr lang, die Samenblase selber ist länglich und nur wenig breiter als der Stiel. Er ist an der Verzweigung Eileiter Stiel der Samenblase etwa doppelt sie dick wie der Eileiter. Der Durchmesser nimmt dann auf weniger als die Hälfte ab, um dann zur „Blase“ hin wieder etwas dicker werdend. Die Samenblase ist nicht in das Gewebe der Prostatadrüse eingebettet und erreicht die Albumindrüse nicht. Die Radula hat in einer Halbquerreihe neben dem Zentralzahn 18 bis 19 Seitenzähne.

### Ähnliche Arten
Abida cylindrica besitzt durch das zylindrische Gehäuse eine große Ähnlichkeit mit Abida gittenbergeri, unterscheidet sich aber durch die Mündungsbewehrung. Die Mündungsbewehrung ist wiederum Abida partioti sehr ähnlich. Diese Art unterscheidet sich aber in der Gehäuseform.

## Geographische Verbreitung und Lebensraum
Das Verbreitungsgebiet von Abida cylindrica ist auf die Ostpyrenäen (bis etwa zum Rio Segre im Westen) beschränkt. Schwerpunkt der Verbreitung sind die Gebiete südlich des Pyrenäen-Hauptkammes; nur wenige Nachweise gelangen in Gebieten nördlich des Pyrenäen-Hauptkammes. Die Tiere leben dort unter Steinen und unter der Laubstreu.

## Taxonomie
Das Taxon wurde bereits 1829 von  André Louis Gaspard Michaud als Pupa cylindrica aufgestellt. Spätere Autoren wiesen sie der Gattung Sandahlia Westerlund, 1887 zu. Sandahlia Westerlund, 1887 wird heute als Synonymie der Gattung Abida aufgefasst. Typusart von Sandahlia ist Pupa cylindrica Michaud, 1829 durch Monotypie. Edmund Gittenberger listet folgende Synonyme:
- Orcula corrugata Locard, 1894
- Pupa cylindrica var. curta Moquin-Tandon, 1856
- Sandahlia cylindrica curtata Pilsbry, 1918
- Orcula cylindriformis Locard, 1894
- Pupa dufourii Dupuy, 1850
- Pupa cylindrica var. echthrodes Westerlund, 1887
- Pupa cylindrica var. elongatissima Dupuy, 1879
- Pupa cylindrica var. longa Moquin-Tandon, 1856
- Pupa cylindrica var. polyodon Moquin-Tandon, 1856

## Gefährdung
Nach der Einschätzung der International Union for Conservation of Nature and Natural Resources (IUCN) ist die Art nicht gefährdet („least concern“).

## Belege

### Online
- AnimalBase – Abida cylindrica (Michaud, 1829)